# São José do Brejo do Cruz
Pour les articles homonymes, voir São José et Brejo.
São José do Brejo do Cruz est une ville brésilienne du nord-ouest de l'État de la Paraíba.
Sa population était estimée à 1 647 habitants en 2007. La municipalité s'étend sur 253 km2.